# Rio Umari
Rio Umari är ett vattendrag i Brasilien.   Det ligger i delstaten Amazonas, i den västra delen av landet, 2 100 km nordväst om huvudstaden Brasília.
I omgivningarna runt Rio Umari växer i huvudsak städsegrön lövskog. Trakten runt Rio Umari är nära nog obefolkad, med mindre än två invånare per kvadratkilometer.